# Baudouin de Béthune
Pour les articles homonymes, voir Baudouin et Bethune.
Baudouin de Béthune, mort le 13 ou 14 octobre 1212 à Burstwick, fut un chevalier français de la maison de Béthune et par alliance comte d'Aumale et lord d'Holderness (Yorkshire).

## Biographie
Il est le fils de Robert V de Béthune dit le Rouge, seigneur de Béthune et d'Adelaïde de Saint-Pol. Il a pour frère:
- Les seigneurs de Béthune Robert VI († 1193) puis Guillaume II († 1214),
- Le trouvère et croisé Conon de Béthune,
- l'évêque Jean III de Cambrai († 1219)

Ses armes sont : de gueules au chef bandé d'or et d'azur
Baudouin participe en 1179 au grand tournoi de Lagny-sur-Marne organisé par le comte de Champagne. Il y fait la connaissances de Guillaume le Maréchal avec qui il se lie d'amitié. Il se retrouve alors dans la sphère d'influence des Plantagenêts et entre au service du roi Henri II d'Angleterre pour en devenir l'un de ses plus fidèles chevaliers. Il obtient la main de l'héritière de la seigneurie de Châteauroux après que Maréchal l'ait décliné en 1188. Mais Châteauroux tombe cette même année (1188) dans les mains du roi de France Philippe Auguste. 
Aux côtés de Maréchal, Baudouin va combattre en 1189 pour le roi Henri II d'Angleterre contre la rébellion de Richard Cœur de Lion aidé par le roi de France. Le 12 juin 1189, ces deux chevaliers couvrent la retraite du roi Henri II prit par surprise par ses ennemis au Mans. Ils se retrouvèrent également l'un après l'autre en duel contre André de Chauvigny qui en plus d'être fidèle à Richard avait été l'un des concurrents de Baudouin pour la main de l'héritière de Châteauroux. Maréchal renverse André de Chauvigny de cheval et le fait prisonnier.
Le 6 juillet 1189, Baudouin est, avec Maréchal et le bâtard du roi Geoffroy d'York, l'un des derniers fidèles auprès du lit de mort d'Henri II à Chinon. Il entre ensuite au service du nouveau roi Richard Cœur de Lion. Mais il doit se séparer de sa femme qui épouse Chauvigny.
Aux côtés de Richard, Baudouin prend part à la troisième croisade. Il y retrouve son père Robert V et ses frères Guillaume II et Conon qui voyagent avec leur suzerain le comte Philippe Ier de Flandre. Robert V meurt au siège de Saint-Jean-d'Acre en 1191 et Baudouin reçoit en héritage la seigneurie de Chocques. Le comte de Flandre est également tué au combat ce qui n'est pas sans conséquences pour la famille de Béthune. En effet, l'Artois revient alors, par la reine de France Isabelle de Hainaut († 1190), au prince héritier et futur Louis VIII (1187-1226), et se retrouve sous l'administration de Philippe Auguste qui gouverne au nom de son fils. Le nouveau comte de Flandre Baudouin VI de Hainaut ne l'acceptant pas, entre en conflit avec la couronne française pendant lequel la maison de Béthune change à plusieurs reprises de camp. Seul Baudouin reste fidèle et au service de Richard Cœur de Lion.
Sur le chemin du retour, Baudouin est l'un des quatre guides de Richard. Il dirige sa troupe lors de la traversée de l'Autriche que le roi suit déguisé en marchand et est capturé le 21 décembre 1192 par le duc Léopold V d'Autriche. Au contraire du roi qui est rapidement livré à l'empereur Henri VI, Baudouin reste prisonnier du duc. En juin 1193, il peut participer à Worms aux négociations entre l'empereur et Richard sur les conditions de leur libération. Richard est libéré au printemps 1194 et Baudouin reste avec Guillaume de Lunebourg et le futur empereur Otton IV, tous deux fils de Henri le Lion comme gage du paiement de la rançon. Richard tardant à payer la rançon, Léopold menace d'exécuter les otages ce qui lui vaut l'excommunication de la part du pape Célestin III. Baudouin sera finalement libéré à l'automne 1194 et renvoyé à la cour du Richard qu'il trouve à Rouen. Il y reçoit du roi l'argent de la rançon qu'il ramène en Autriche en accompagnant la nièce de Richard, Éléonore de Bretagne, qui doit épouser le fils du duc, et de la fille d'Isaac Doukas Comnène, empereur usurpateur de Chypre, qui est une parente de Léopold. Mais quand il arrive à Vienne au nouvel an 1195, Léopold est déjà mort des suites des blessures reçues lors d'un tournoi. Le nouveau duc Frédéric Ier d'Autriche renonce aux deux princesses, mais prend l'argent et relâche six otages que Baudouin ramène en France.
Il soutient ensuite la lutte de Richard Cœur de Lion contre Philippe Auguste et obtient de Richard vers la fin de l'année 1195 ou le début de 1196 la permission de se marier avec la comtesse Hawise d'Aumale et de prendre le titre de comte. Le château d'Aumale était considéré à l'époque, pas seulement comme une forteresse puissante mais aussi comme une place stratégique à la frontière de la Haute-Normandie et du Domaine royal. mais dès juin 1196, Aumale est assiégé par une armée du roi de France. Richard arrive à son tour à la tête d'une armée pour secourir le château mais dans les combats sous les murs de la forteresse, il est jeté à terre par Alain de Dinan. Pour éviter d'être fait prisonnier, Richard doit battre en retraite et devant la supériorité de l'adversaire, la garnison du château se rend peu après à Philippe Auguste. Le comté d'Aumale est confié plus tard à Renaud de Dammartin. Mais le titre est gardé en Angleterre sans les possessions et modifié en comte d'Albemarle.
Baudouin se retire alors sur les possessions anglaises de sa femme et reste auprès de Richard jusqu'à sa mort en 1199 puis sert son frère Jean sans Terre jusqu'en 1205.
De son mariage avec Hawise d'Aumale († 1214), il a une fille:
- Alice de Béthune († vers 1216, enterré dans la cathédrale Saint-Paul de Londres), mariée à Guillaume le Maréchal fils, second comte de Pembroke († 1231).

Alice hérite de son père  la seigneurie de Chocques en Artois. Holderness, Skipton et le titre de comte d'Albemarle reviennent à Guillaume de Forz, fils d'un précédent mariage de Hawise d'Aumale.